# Editio spuria
Editio spuria (łac. „wydanie nieautentyczne”) – wydanie nieautentyczne, wydanie nieautoryzowane, czyli publikacja zawierająca tekst dzieła, który przygotowano do druku bez współudziału autora lub bez jego zgody.